# Alison Cox
Pour les articles homonymes, voir Cox.
Alison Cox est une rameuse américaine née le 5 juin 1979 à Turlock.

## Biographie
Les Jeux olympiques d'été de 2004 voient Alison Cox remporter la médaille d'argent en huit avec Kate Johnson, Samantha Magee, Anna Mickelson-Cummins, Megan Dirkmaat, Mary Whipple, Laurel Korholz, Caryn Davies et Lianne Nelson.

## Palmarès

### Jeux olympiques
- Jeux olympiques d'été de 2004 à Athènes
  -  Médaille d'argent en huit

### Championnats du monde d'aviron
- 2010 à Karapiro
  -  Médaille de bronze en quatre sans barreur
- 2002 à Séville
  -  Médaille d'or en huit